# Parc marin de Mohéli

Brutplatz von Meeresschildkröten im Park.

Der Parc marin de Mohéli ist ein Meeresschutzgebiet im Inselstaat der Komoren, an der Südküste der Insel Mohéli nahe der Gemeinde Nioumachoua an der Straße von Mosambik. Er ist eines von zwei Meeresschutzgebieten im Archipel der Komoren. Ein besonderer Schwerpunkt liegt auf dem Schutz von Meeresschildkröten, die zahlreiche Nistplätze im Gebiet des Parks nutzen.
Diese Initiative wurde eine der Finalisten beim Preis der Äquator-Initiative (Initiative Équateur/equator initiative) der Vereinten Nationen  2002.

## Biodiversität
Die Inseln von Nyumashiwa sind ein Eldorado der Biodiversität. Auf den Inseln gedeiht eine üppige Pflanzenwelt und Forscher haben mehr als 500 Pflanzenarten, 21 Vogelarten, 9 Reptilienarten, sowie die seltenen Dugongs aufgelistet. Viele davon sind endemisch, wie der Komorenflughund (Roussette de Livingstone).

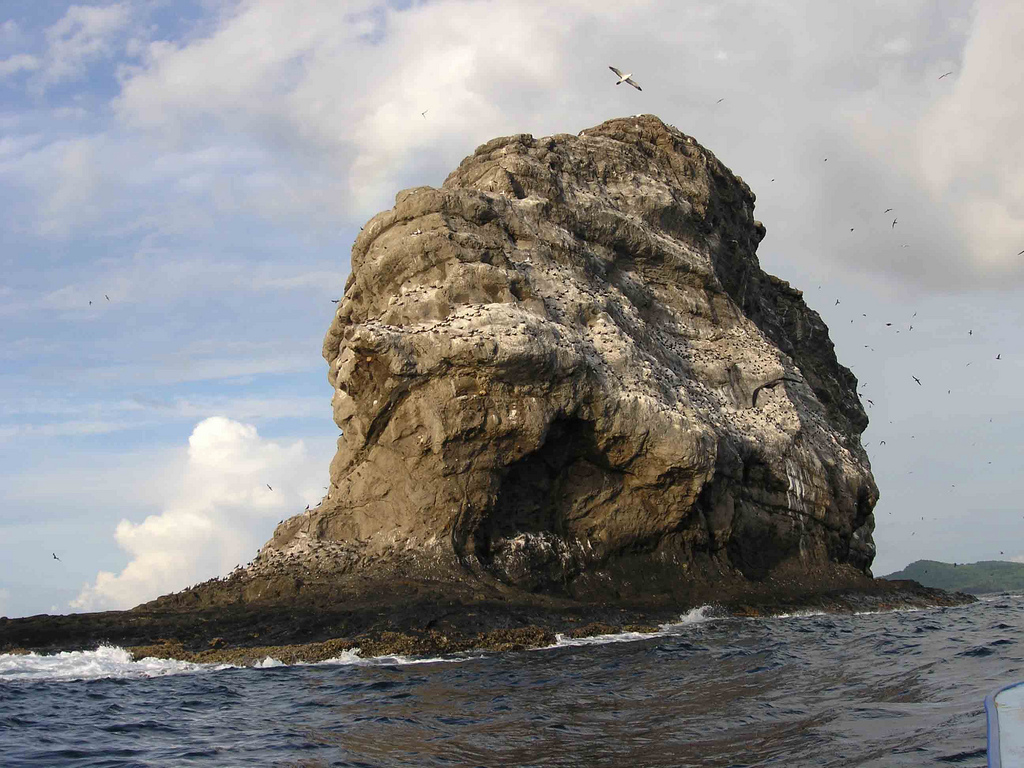
Îlot de Mchaco

Die Strände sind wichtige Brutgebiete der Grünen Meeresschildkröte. 2002 kamen geschätzt 4000–5000 Weibchen an Land. Außerdem lebt der Quastenflosser (cœlacanthe) Latimeria in den Gewässern, der als Lebendes Fossil gilt.
Auf dem Inselchen Mchaco, im Osten des Parks, nistet eine große Kolonie von Seevögeln: mehrere tausende Noddis, Rußseeschwalben (Onychoprion (Sterna) fuscata), Rotfußtölpel und Maskentölpel.

## Verwaltung
Während der Park unter staatlicher Aufsicht steht, wird die tägliche Verwaltung und Betreuung von örtlichen Organisationen geleistet. In einigen Gebieten ist Fischen komplett verboten, während in anderen Zonen nur bestimmte Arten ausgenommen sind, die Schildkröten sind vollständig geschützt. Verstöße gegen die Vorschriften werden direkt von einem Dorfkomitee behandelt und der Fall wird nur dann an ein nationales Gericht weitergeleitet, wenn keine lokalen Lösungen gefunden werden können. Die Bewohner der Region fungieren als „Ecoguards“ (Umweltgarden), die für Sensibilisierung und Überwachung verantwortlich sind. UNDP (Entwicklungsprogramm der Vereinten Nationen), UNEP (Umweltprogramm der Vereinten Nationen) und IUCN (International Union for Conservation of Nature) leisten finanzielle und technische Hilfe für die Ausbildung der Umweltgarden. Die Regierung strebt die Schaffung eines Netzwerks von Schutzgebieten an, die von den verschiedenen Dörfern gemeinsam verwaltet werden. Das Managementkomitee des Parks besteht im Jahr 2002 aus 16 Personen, darunter 10 Vertreter der Dorfgemeinschaften. Der Park wird von einem Team verwaltet, das von einem Kurator geleitet wird.

## Geschichte
Die ständig wachsende Präsenz des Menschen führt dazu, dass traditionelle Anbaumethoden nicht mehr für die Ernährung der Bevölkerung ausreichend sind. Land-, Fischerei-, Jagd- und Forstwirtschaft tragen zu 40 % zum Bruttoinlandsprodukt bei. Chronische Armut und der Mangel an wissenschaftlicher Ausbildung führt die Bevölkerung zu Abholzung und zur Anbaumethoden, die eine Regression und Verschlechterung der Bodenerosion verursacht, und zu Überfischung. Das führt die Bevölkerung in einen Kreislauf zunehmender Armut. Darüber hinaus gibt es globale Probleme wie El Niño und den Meeresspiegelanstieg.
Auch die Behörden der Komoren erkannten Ende der 1980er Jahre, dass die Erhaltung des Staates nur mit dem Schutz der biologischen Vielfalt zusammen möglich ist. Dazu ist Kontrolle des demografischen Wachstums notwendig, die Entwicklung einer gemeinschaftsfreundlicheren und ressourcenschonenderen Landwirtschaft und die Verabschiedung strenger Regeln für den Schutz von Meerestieren. Auf Veranlassung der Regierung wurde beschlossen, das Naturerbe unter Schutz zu stellen einen Meerespark einzurichten.
Eine Vielzahl von Partnern arbeitete sechs Jahre lang daran den Park einzurichten. 1993 begann die Regierung eine nationale Umweltpolitik umzusetzen und erkannte die Notwendigkeit an, alle Beteiligten einzubeziehen, vor allem die Anwohner und Nichtregierungsorganisationen (NRO). So entstand eine Zusammenarbeit von privaten Personen, Organisationen und den Behörden. Auf den Komoren war dies eine Neuheit.
Im Jahr 1995 ermöglichten Konsultationen zehn Dörfern im Süden Mohélis, sich für die Ausweisung ihres Meeresparks einzusetzen. Die Organisation von Treffen zwischen den verschiedenen lokalen Interessengruppen, einschließlich Fischern, jungen Führern und Frauen, trug zur Entwicklung des lokalen Umweltbewusstseins bei und zu der Art und Weise, wie der Meerespark verwaltet werden sollte. Dies bildete die Grundlage eines Vorschlags, der 2001 von IUCN, UNDP und dem Umweltprogramm der Vereinten Nationen Globale Umweltfazilität (GEF) und der komorischen Regierung für den formellen Prozess zur Schaffung eines Naturschutzgebiets verwendet wurde.
Im April 2001 wurden 404 km² südlich von Mohéli als Parc Marin ausgewiesen. Es entstand das erste Schutzgebiet der Komoren. Es umfasst Strände, Felseneilande, Inseln, Korallenriffe und Mangroven.

### Erfolge

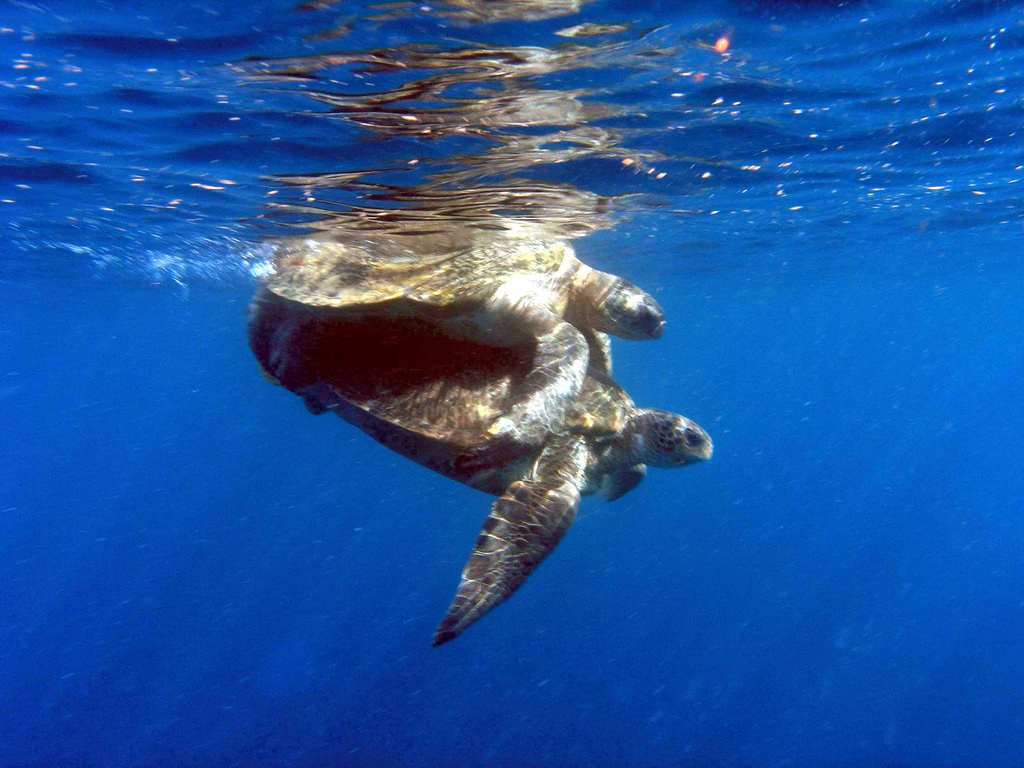
Meeresschildkröten bei der Paarung.

Seit 1998 haben sich die Korallenbestände erholt. 65 % der Riffe sind gesund (das bedeutet einen Zuwachs von 35 %). Schildkröten kommen an 45 Strände (Zuwachs von 25 Stränden), Seesterne und Krebstiere werden nicht mehr gesammelt und sind im Überfluss vorhanden.
Auch die Armut der Bevölkerung konnte signifikant reduziert werden, allein schon dadurch, dass der Fischfang von 160 kg pro Monat auf mehr als 300 kg gesteigert werden konnte. Die 250 Fischer, die im Gebiet des Parks leben haben somit ihren Fang verdoppelt. Daneben konnten die Frauen durch Verkauf von Souvenirs an Ökotouristen ein zusätzliches Einkommen erhalten und Konflikte unter Fischern verschiedener Dörfer wurden beigelegt. Motorboote konnten angeschafft werden, die allerdings nicht mehr zur Fischerei genutzt werden, sondern zur Überwachung des Schutzgebietes und für touristische Aktivitäten genutzt werden.
Die Touristenzahlen sind ebenfalls gestiegen. 1998 waren es nur 75, 2001 schon 140 und 2010 fast 200. 30 Arbeitsplätze sind so entstanden. Eine stärkere entwicklung von Tourismus könnte jedoch wieder dem Park schaden.